# Новіков Василь Миколайович
Василь Миколайович Новіков (біл. Васіль Мікалаевіч Новікаў; нар. 21 листопада 1946, с. Ломачино, Оршанський район, Вітебська область, БРСР, СРСР) — білоруський науковець і політичний діяч, доктор філософських наук, кандидат на посаду президента Білорусі у 1994 році.

## Біографія
У 1994 році він брав участь у президентських виборах у Білорусі, посів останнє місце (4,29% голосів).

## Твори
- На новом витке истории. - Мн., 1996. - 59 с.
- Быть или не быть?: [диалектика социального прогресса и перспективы человека] / Новиков Василий Николаевич. - Мінськ : 1998. - 143 с.
- Социальная закономерность / В.Н.Новиков. - Мн. : ИСПИ, 2000. - 42, [1]
- Социальный прогресс: Универсализация. Гуманизация. Перспективы / В.Н.Новиков. - Мн. : ИСПИ, 2002. - 199 с.
- Гуманизация социума – императив XXI века / В. Н. Новиков. - Мінськ : Белорусская наука, 2006. - 215 с.
- От рыночного безумия к человеческому разуму / Л.Е.Криштапович, В.Н.Новиков, О.И.Титов. - Мн., 1995. - 82 с.
- Феномен туризма: человеческое измерение: монография / [В. Н. Новиков и др.]. - Мінськ : БГУФК, 2015. - 115 с.
- Туризм в Беларуси: методология, направления, перспективы / И. Филипович, В. Новиков, И. Воробьева. – Saarbrücken: LAP LAMBERT Academic Publishing, 2015. – ISBN-13: 978-3-659-48659-3. – 149 с.
- Правовое регулирование туристической деятельности: учеб.-метод. пособие / В.Н. Новиков, Д.Н. Киселёв. – Мінськ: БГУФК, 2017. – 246 с.